# Violaine Aubrée
Pour les articles homonymes, voir Aubrée.
Pas d'image ? Cliquez ici

a Compétitions nationales et continentales officielles uniquement.

b Matchs officiels uniquement.
Violaine Aubrée, née le 12 octobre 1979, est une joueuse internationale française de rugby à XV évoluant aux postes de deuxième ligne ou de troisième ligne au club du Stade rennais rugby durant sa carrière.

## Biographie
Elle débute par la gymnastique qu'elle pratique à partir de l'âge de cinq ans à Chantrie.
Elle fait partie de l'équipe de France disputant notamment la Coupe du monde 2006.
Elle exerce la profession de professeur d'éducation physique.

## Palmarès
- 11 sélections en équipe de France.
- Participation au Tournoi des Six Nations.